# Матч всех звёзд НБА 2010
Матч всех звёзд 2010 года прошёл в Арлингтоне (пригороде Далласа) 14 февраля 2010 года. Это второй раз, когда Даллас получил право провести матч всех звёзд. В первый раз это было в 1986 году на площадке Reunion Arena, которая была закрыта в 2008 году. Матч всех звёзд 2010 года прошёл на футбольном стадионе клуба НФЛ «Даллас Ковбойз» Cowboys Stadium, открытом в 2009 году.

## Матч всех звёзд

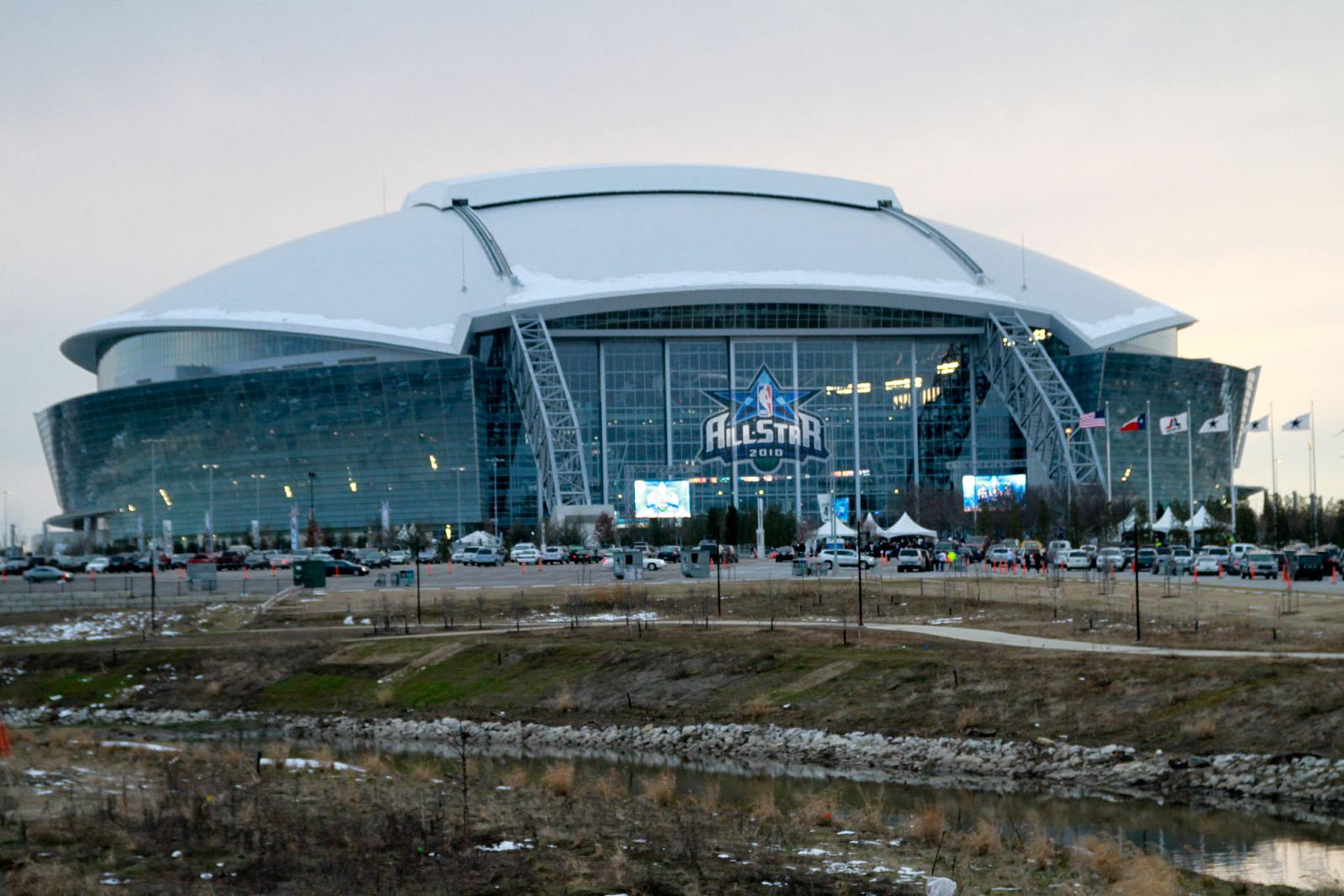
Cowboys Stadium — стадион перед Матчем всех звёзд НБА 2010 года.

### Тренеры
Главными тренерами команд становятся тренеры, чьи команды являются лидерами в своих конференциях на 31 января — за 2 недели до Матча всех звёзд. Майк Браун («Кливленд Кавальерс») и Фил Джексон («Лос-Анджелес Лэйкерс»), главные тренеры лидирующих в своих конференциях команд, лишены права на участие в предстоящем Матче всех звёзд, так как участвовали в нём в прошлом году.
Сборную Запада возглавил Джордж Карл, чья команда «Денвер Наггетс» заняла второе место в своей конференции. Для Карла — это уже четвёртый звездный уик-энд в качестве главного тренера, он участвовал в Матчах всех звёзд в 1994, 1996 и 1998.
Главный тренер «Орландо Мэджик» Стэн Ван Ганди во второй раз в своей карьере (впервые в 2005) возглавил сборную Восточной конференции в Матче всех звёзд.

### Игроки

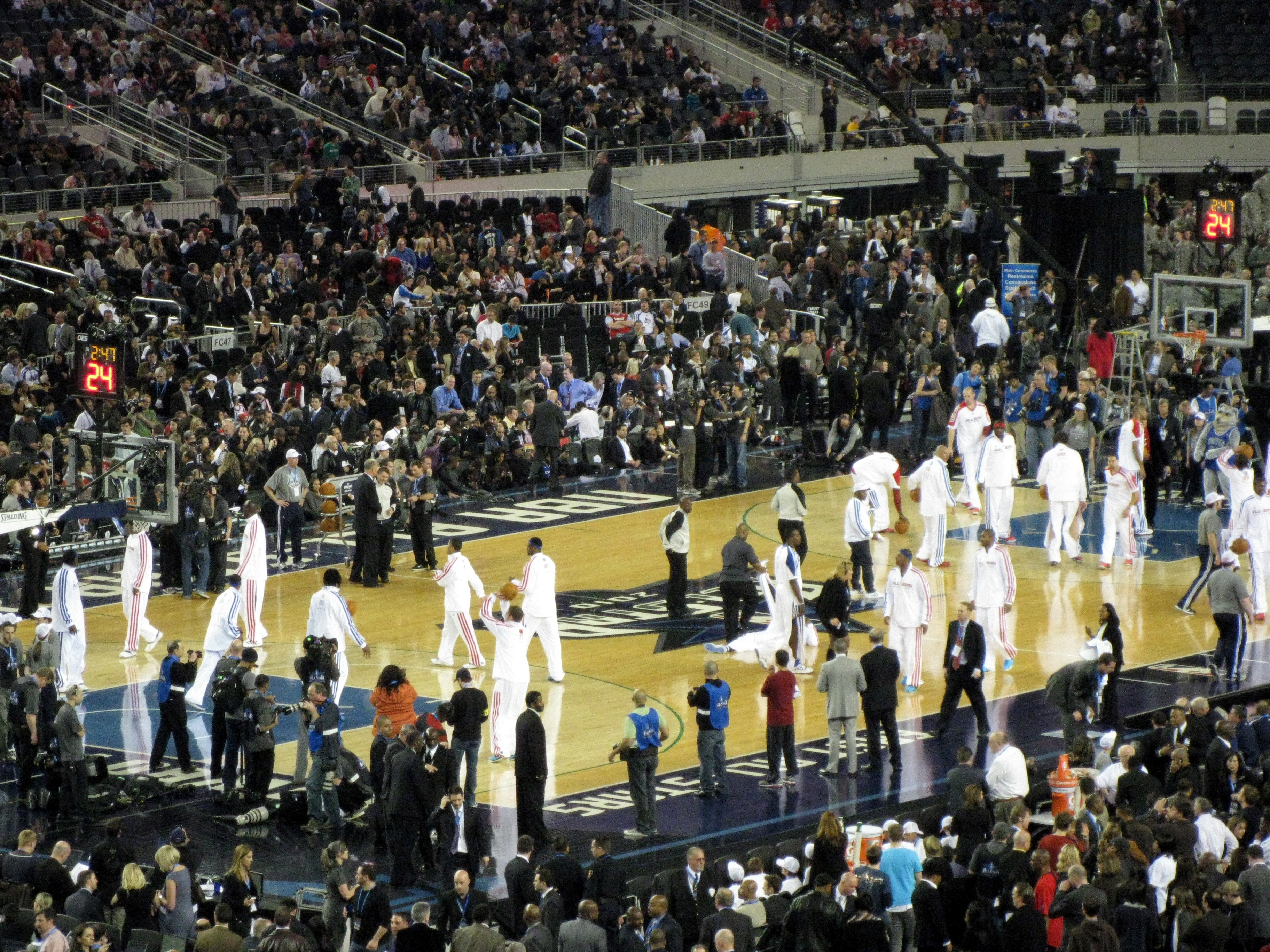
Матч всех звёзд НБА 2010 года.

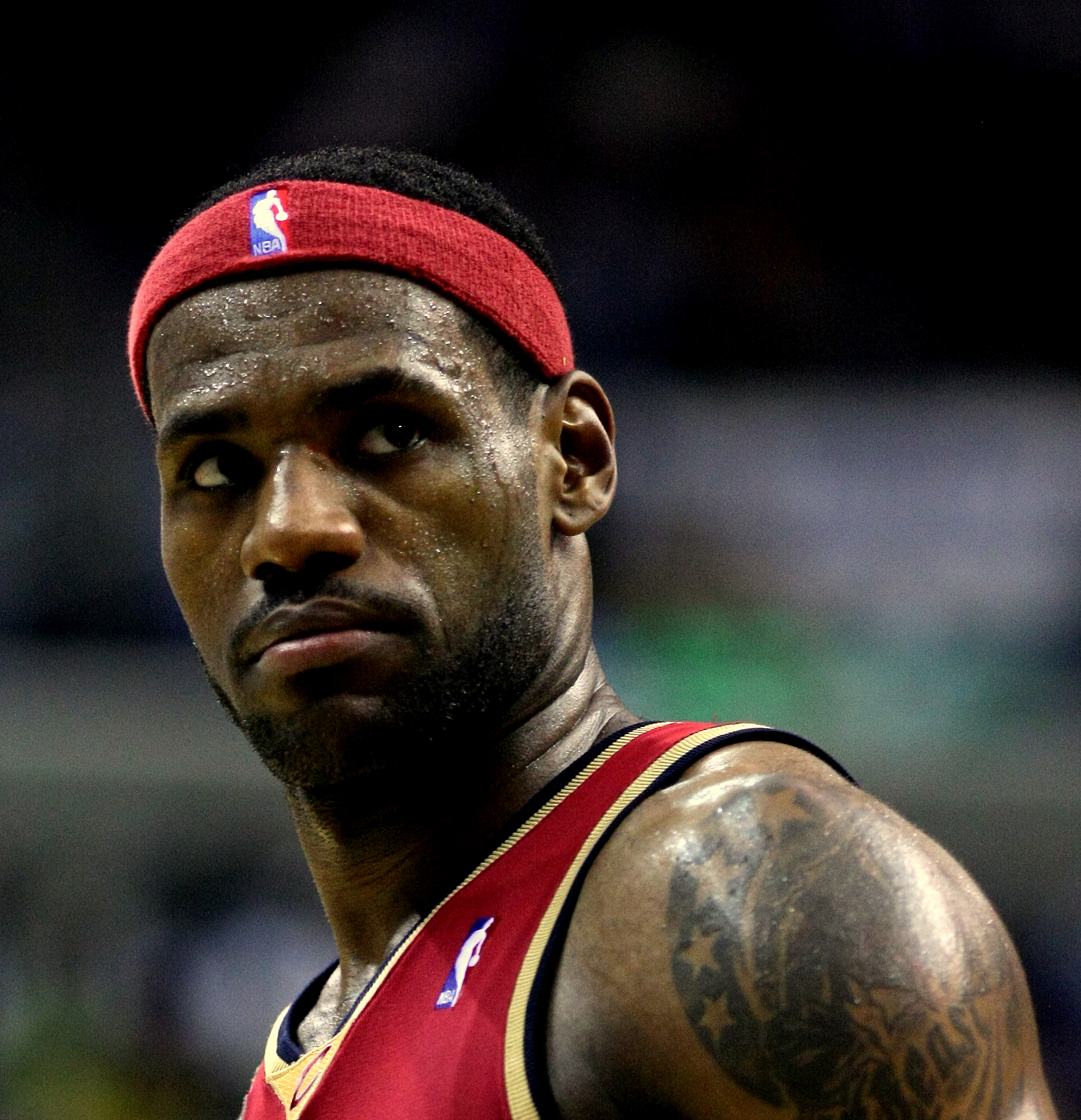
Леброн Джеймс лидер голосования среди болельщиков (2.5 млн голосов).

Состав команд определялся двумя способами. Как и в предыдущие годы стартовые пятёрки команд определяются голосованием болельщиков. Два защитника, два нападающих и один центровой, набравшие максимальное количество голосов, входят в стартовый состав команд на Матч всех звёзд. Запасные игроки определялись голосованием среди главных тренеров команд соответствующей конференции. Тренер не имеет право голосовать за игроков своей команды. Запасные игроки команды состоят из 2 нападающих, 2 защитников, центрового и двух игроков вне зависимости от амплуа. При травме игрока замену ему определяет комиссионер.
Леброн Джеймс — лидер голосования среди болельщиков на Матч всех звёзд. Лидер «Кливленд Кавальерс» получил рекордное количество голосов, за него проголосовало 2 549 693 болельщика. Атакующим защитником у Востока как и в прошлом году стал лидер Майами Хит — Дуэйн Уэйд. По сравнению с предыдущим матчем всех звёзд стартовая пятерка Востока не претерпела изменений. Аллен Айверсон, который в сезоне практически окончил карьеру, но затем воссоединился с Филадельфией, в 11 раз подряд выйдет в стартовом составе команды Востока. Впервые в матче всех звезд в команде Востока выступали Рэджон Рондо, Деррик Роуз, Джеральд Уоллес и Эл Хорфорд. Уоллес первый представитель команды Шарлотт Бобкэтс в Матче всех звёзд, а Роуз стал первым представителем от Чикаго Буллз со времен Майкл Джордана.
Коби Брайант (2,456,224 голосов) является лидером голосования в Западной конференции. 2-кратный MVP Стив Нэш вернулся в стартовый состав после прошлогоднего отсутствия. Кармело Энтони, Тим Данкан и Амаре Стадемайр оставшиеся игроки стартового состава Запада. «Даллас Маверикс» был представлен запасным Дирком Новицки. Кевин Дюрант, Зак Рэндольф и Дерон Уильямс впервые принимали участие в Матче всех звёзд.
Четыре игрока пропустили игру: Коби Брайант, Крис Пол и Брэндон Рой из-за травм, а Аллен Айверсон по семейным обстоятельствам. Комиссар НБА Дэвид Стерн, уполномоченный выбирать замены для травмированных игроков в Матче звезд, пригласил Чонси Биллапса взамен Криса Пола, Криса Камана за Ройя, Джейсона Кидда и Дэвида Ли взамен соответственно Брайанта и Айверсона. Каман и Ли впервые принимали участие в матче всех звёзд.

### Составы
| Поз.                                        | Игрок             | Команда            | Уч.               | Всего голосов     |
| Стартовая пятёрка                           | Стартовая пятёрка | Стартовая пятёрка  | Стартовая пятёрка | Стартовая пятёрка |
| ------------------------------------------- | ----------------- | ------------------ | ----------------- | ----------------- |
| РЗ                                          | Аллен АйверсонНПУ | Филадельфия-76     | 11                | 1 269 568         |
| АЗ                                          | Дуэйн Уэйд        | Майами Хит         | 6                 | 2 327 550         |
| ЛФ                                          | Леброн Джеймс     | Кливленд Кавальерс | 6                 | 2 549 693         |
| ТФ                                          | Кевин Гарнетт     | Бостон Селтикс     | 13                | 1 978 116         |
| Ц                                           | Дуайт Ховард      | Орландо Мэджик     | 4                 | 2 360 096         |
| Резервисты                                  |                   |                    |                   |                   |
| АЗ                                          | Джо Джонсон       | Атланта Хокс       | 4                 | —                 |
| РЗ                                          | Рэджон Рондо      | Бостон Селтикс     | 1                 | —                 |
| РЗ                                          | Деррик Роуз       | Чикаго Буллз       | 1                 | —                 |
| ЛФ                                          | Пол Пирс          | Бостон Селтикс     | 8                 | —                 |
| ЛФ                                          | Джеральд Уоллес   | Шарлотт Бобкэтс    | 1                 | —                 |
| ТФ                                          | Крис Бош          | Торонто Рэпторс    | 5                 | —                 |
| ТФ/Ц                                        | Эл Хорфорд        | Атланта Хокс       | 1                 | —                 |
| Ц                                           | Дэвид Ли5         | Нью-Йорк Никс      | 1                 | —                 |
| Гл. тренер: Стэн Ван Ганди (Орландо Мэджик) |                   |                    |                   |                   |

| Поз.                                     | Игрок             | Команда                 | Уч.               | Всего голосов     |
| Стартовая пятёрка                        | Стартовая пятёрка | Стартовая пятёрка       | Стартовая пятёрка | Стартовая пятёрка |
| ---------------------------------------- | ----------------- | ----------------------- | ----------------- | ----------------- |
| РЗ                                       | Стив Нэш          | Финикс Санз             | 7                 | 1 222 235         |
| АЗ                                       | Коби БрайантТР    | Лос-Анджелес Лэйкерс    | 12                | 2 456 224         |
| ЛФ                                       | Кармело Энтони    | Денвер Наггетс          | 3                 | 2 137 560         |
| ТФ                                       | Тим Данкан        | Сан-Антонио Спёрс       | 12                | 1 156 696         |
| Ц                                        | Амаре Стадемайр   | Финикс Санз             | 5                 | 1 824 093         |
| Резервисты                               |                   |                         |                   |                   |
| РЗ                                       | Чонси Биллапс2    | Денвер Наггетс          | 5                 | —                 |
| РЗ                                       | Джейсон Кидд4     | Даллас Маверикс         | 10                | —                 |
| РЗ                                       | Крис ПолТР        | Нью-Орлеан Хорнетс      | 3                 | —                 |
| АЗ                                       | Брэндон РойТР     | Портленд Трэйл Блэйзерс | 3                 | —                 |
| РЗ                                       | Дерон Уильямс     | Юта Джаз                | 1                 | —                 |
| ЛФ                                       | Кевин Дюрант      | Оклахома-сити Тандер    | 1                 | —                 |
| ТФ                                       | Дирк Новицки      | Даллас Маверикс         | 9                 | —                 |
| ТФ                                       | Зак Рэндольф      | Мемфис Гриззлис         | 1                 | —                 |
| ТФ/Ц1                                    | Пау Газоль        | Лос-Анджелес Лэйкерс    | 3                 | —                 |
| Ц                                        | Крис Каман3       | Лос-Анджелес Клипперс   | 1                 | —                 |
| Гл. тренер: Джордж Карл (Денвер Наггетс) |                   |                         |                   |                   |

↑  Несмотря на то, что Пау Газоль в списке для голосования значился как тяжёлый форвард, он был выбран тренерами как запасной центровой.

↑  Кобе Брайант, Крис Пол и Брэндон Рой не принимали участие в матче из-за травм.

↑  Аллен Айверсон не принимал участие в матче по личным причинам.

↑  Чонси Биллапс заменил травмированного Криса Пола.

↑  Крис Каман заменил травмированного Брэндона Роя.

↑  Джейсон Кидд заменил Кобе Брайанта.

↑  Дэвид Ли заменил Аллена Айверсона.

## Матч новичков против второгодок
Игроков для матча новичков против второгодок, выбрали по итогам голосования среди ассистентов тренеров всех клубов лиги. Матч состоится 12 февраля в рамках уикенда всех звёзд в Далласе на родном стадионе «Даллас Маверикс» Американ Эйерлайнс Центр. На матче новичков против второгодок Деррика Роуза заменил Энтони Морроу, так как Роуз участвовал в конкурсе владения мячом, а также в матче всех звёзд.
Главными тренерами встречи назначены Эдриан Дэнтли («Денвер Наггетс») и Патрик Юинг («Орландо Меджик»), которые также находятся в тренерских штабах команд Запада и Востока в Матче всех звезд-2010. Участники Матча всех звезд-2010, форварды Кевин Дюрант («Оклахома-Сити») и Крис Бош («Торонто Рэпторс») выступали в качестве ассистентов тренеров команд новичков и второгодок.
Помогали комментировать игру новичков, а также отборочный раунд конкурса по броскам сверху, который состоялся в перерыве матча между новичками и второгодками, Дуайт Ховард («Орландо Мэджик») и Дуэйн Уэйд («Майами Хит»).
| ТФ/Ц                                                   | Деджуан Блэр      | Сан-Антонио Спёрс     |
| ЛФ                                                     | Омри Касспи       | Сакраменто Кингз      |
| РЗ                                                     | Стефен Карри      | Голден Стэйт Уорриорз |
| З                                                      | Тайрик Эванс      | Сакраменто Кингс      |
| РЗ                                                     | Джонни Флинн      | Миннесота Тимбервулвз |
| Ф                                                      | Тадж Гибсон       | Чикаго Буллз          |
| АЗ                                                     | Джеймс Харден     | Оклахома-Сити Тандер  |
| РЗ                                                     | Брендон Дженнингс | Милуоки Бакс          |
| Ф                                                      | Юнас Йеребко      | Детройт Пистонс       |
| Гл.тренер: Эдриан Дэнтли (Денвер Наггетс)              |                   |                       |
| Ассистент тренера: Кевин Дюрант (Оклахома-Сити Тандер) |                   |                       |

| Ф                                             | Майкл Бизли      | Майами Хит            |
| Ц                                             | Марк Газоль      | Мемфис Гриззлис       |
| ЛФ                                            | Данило Галлинари | Нью-Йорк Никс         |
| АЗ                                            | Эрик Гордон      | Лос-Анджелес Клипперс |
| Ц                                             | Брук Лопес       | Нью-Джерси Нетс       |
| ТФ/Ц                                          | Кевин Лав        | Миннесота Тимбервулвз |
| АЗ                                            | О Джей Мейо      | Мемфис Гриззлис       |
| РЗ                                            | Энтони Морроу1   | Голден Стэйт Уорриорз |
| РЗ                                            | Деррик Роуз DNP  | Чикаго Буллз          |
| РЗ                                            | Расселл Уэстбрук | Оклахома-Сити Тандер  |
| Гл.тренер: Патрик Юинг (Орландо Меджик)       |                  |                       |
| Ассистент тренера: Крис Бош (Торонто Рэпторс) |                  |                       |

↑  Энтони Морроу заменил Деррика Роуза, который принимал участие в матче всех звёзд и конкурсе владения мячом.
| 12 февраля, 2010 года 21:00 (амер.) |                                  | Новички  | : 140:128           | Второгодки | American Airlines Center, Даллас, Техас Зрителей: 19,200 Судьи: - #67 Джон Гобл - #65 Шон Райт - #60 Дэвид Гутри | TNT (амер.), НТВ-Плюс Спорт (русск.) |
| 12 февраля, 2010 года 21:00 (амер.) | Счёт по половинам: 67:55, 73:73. |          |                     |            | American Airlines Center, Даллас, Техас Зрителей: 19,200 Судьи: - #67 Джон Гобл - #65 Шон Райт - #60 Дэвид Гутри | TNT (амер.), НТВ-Плюс Спорт (русск.) |
| 12 февраля, 2010 года 21:00 (амер.) | Тайрик Эванс 26                  | Очки     | Расселл Уэстбрук 40 |            | American Airlines Center, Даллас, Техас Зрителей: 19,200 Судьи: - #67 Джон Гобл - #65 Шон Райт - #60 Дэвид Гутри | TNT (амер.), НТВ-Плюс Спорт (русск.) |
| 12 февраля, 2010 года 21:00 (амер.) | Деджуан Блэр 23                  | Подборы  | Майкл Бизли 7       |            | American Airlines Center, Даллас, Техас Зрителей: 19,200 Судьи: - #67 Джон Гобл - #65 Шон Райт - #60 Дэвид Гутри | TNT (амер.), НТВ-Плюс Спорт (русск.) |
| 12 февраля, 2010 года 21:00 (амер.) | Брендон Дженнингс 8              | Передачи | О Джей Мейо 10      |            | American Airlines Center, Даллас, Техас Зрителей: 19,200 Судьи: - #67 Джон Гобл - #65 Шон Райт - #60 Дэвид Гутри | TNT (амер.), НТВ-Плюс Спорт (русск.) |

### Конкурс слэм-данков

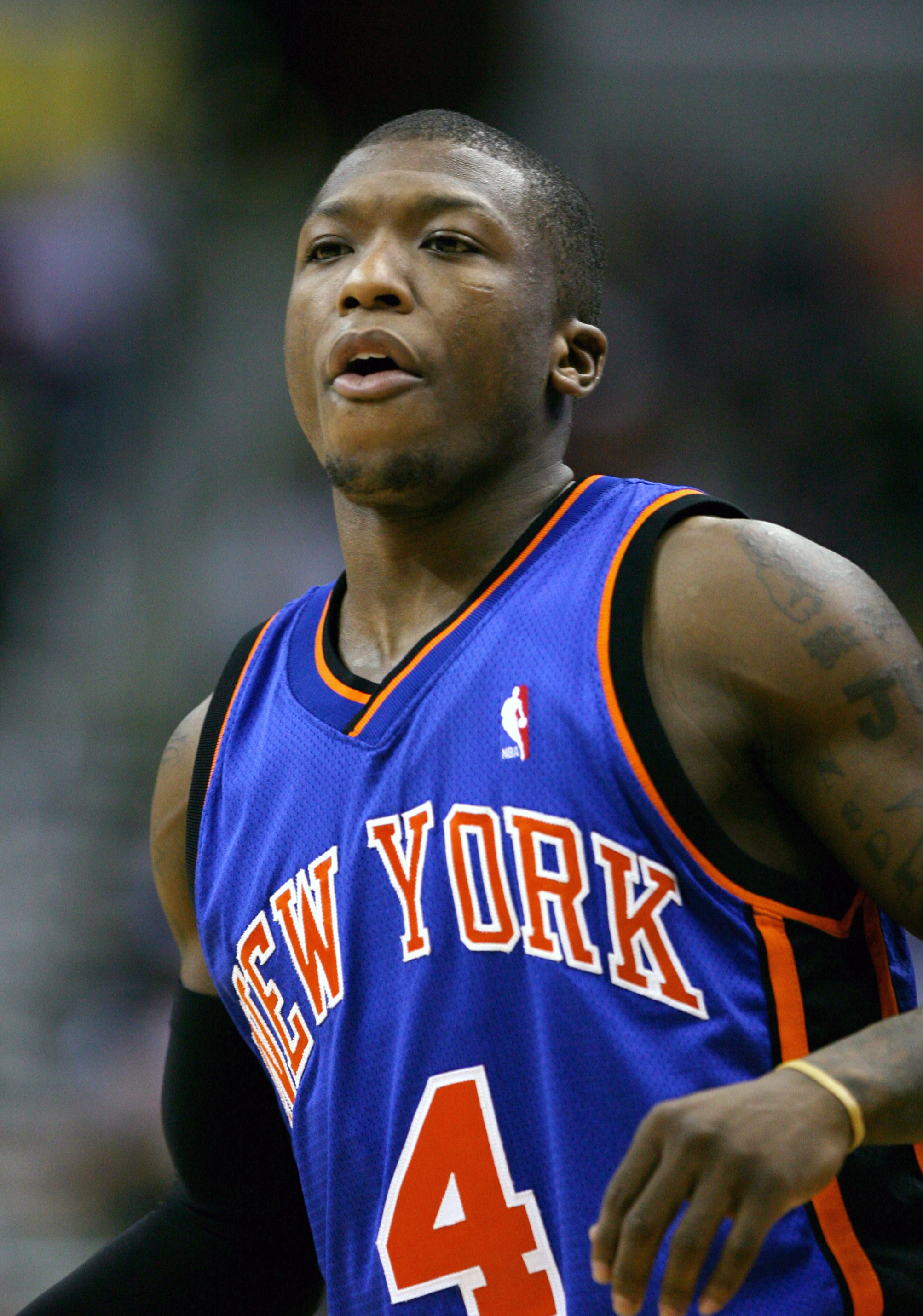
Нэйт Робинсон — победитель 2010 года и единственный 3-кратный чемпион конкурса по броскам сверху.

18 января 2010 года было объявлено, что в конкурсе слэм-данков примут участие действующий чемпион Нэйт Робинсон из «Нью-Йорк Никс», Джеральд Уоллес из «Шарлотт Бобкэтс» и Шеннон Браун из «Лос-Анджелес Лейкерс». Четвёртый участник конкурса определился в отборочном соревновании в перерыве матча новичков против второгодок, в котором Демар Дерозан из «Торонто Рэпторс» победил Эрика Гордона из «Лос-Анджелес Клипперс». Победитель конкурса 2008 года Дуайт Ховард из «Орландо Мэджик» и самый ценный игрок 2009 года Леброн Джеймс из «Кливленд Кавальерс», ранее заявлявшие о своём желании принять участие в конкурсе, решили присутствовать на мероприятии лишь в качестве зрителей. Победителем конкурса 2010 года стал Нэйт Робинсон. Робинсон стал единственным 3-кратным чемпионом конкурса по броскам сверху.
| Поз. | Игрок           | Команда              | Рост | Вес  | Первый раунд | Первый раунд | Первый раунд | Финал  |
| Поз. | Игрок           | Команда              | Рост | Вес  | 1-й данк     | 2-й данк     | Всего        | Голоса |
| ---- | --------------- | -------------------- | ---- | ---- | ------------ | ------------ | ------------ | ------ |
| РЗ   | Нэйт Робинсон^  | Нью-Йорк Никс        | 175  | 80   | 44           | 45           | 89           | 51 %   |
| АЗ   | Демар Дерозан   | Торонто Рэпторс      | 201  | 100  | 42           | 50           | 92           | 49 %   |
| АЗ   | Шеннон Браун    | Лос-Анджелес Лейкерс | 193  | 95,7 | 37           | 41           | 78           |        |
| ЛФ   | Джеральд Уоллес | Шарлотт Бобкэтс      | 203  | 99,8 | 38           | 40           | 78           |        |

| Поз. | Игрок         | Команда               | Рост | Вес | Результат |
| ---- | ------------- | --------------------- | ---- | --- | --------- |
| З    | Демар Дерозан | Торонто Рэпторс       | 201  | 100 | 61 %      |
| З    | Эрик Гордон   | Лос-Анджелес Клипперс | 191  | 101 | 39 %      |

^ = Чемпион отстаивающий титул

### Конкурс трехочковых бросков
В конкурсе участвуют 6 лучших снайперов лиги. Ченнинг Фрай («Финикс Санз») первый центровой, который будет участвовать в конкурсе с 1997 года (Сэм Перкинс). По правилам, претендент должен реализовать столько 3-очковых попыток насколько возможно из 5 разных позиций в течение одной минуты. Игрок начинает кидать из одного угла площадки, постепенно перемещаясь от «точки» к «точке» по дуге, пока не достигнет противоположного угла площадки. На каждой «точке» игроку предоставляется 4 мяча, каждое попадание оценивается в одно очко, а также есть специальный «призовой мяч», достоинством в 2 балла.
| Поз. | Игрок            | Команда               | Рост   | Вес    | 1 раунд | Финал |
| ---- | ---------------- | --------------------- | ------ | ------ | ------- | ----- |
| ЛФ   | Пол Пирс         | Бостон Селтикс        | 201 см | 107 кг | 17      | 20    |
| АЗ   | Стефен Карри     | Голден Стэйт Уорриорз | 191 см | 84 кг  | 18      | 17    |
| РЗ   | Чонси Биллапс    | Денвер Наггетс        | 191 см | 91 кг  | 17      | 14    |
| АЗ   | Декуан Кук       | Майами Хит            | 196 см | 95 кг  | 15      | -     |
| Ц    | Ченнинг Фрай     | Финикс Санз           | 211 см | 111 кг | 15      | -     |
| ЛФ   | Данило Галлинари | Нью-Йорк Никс         | 208 см | 102 кг | 15      | -     |

### Конкурс владения мячом

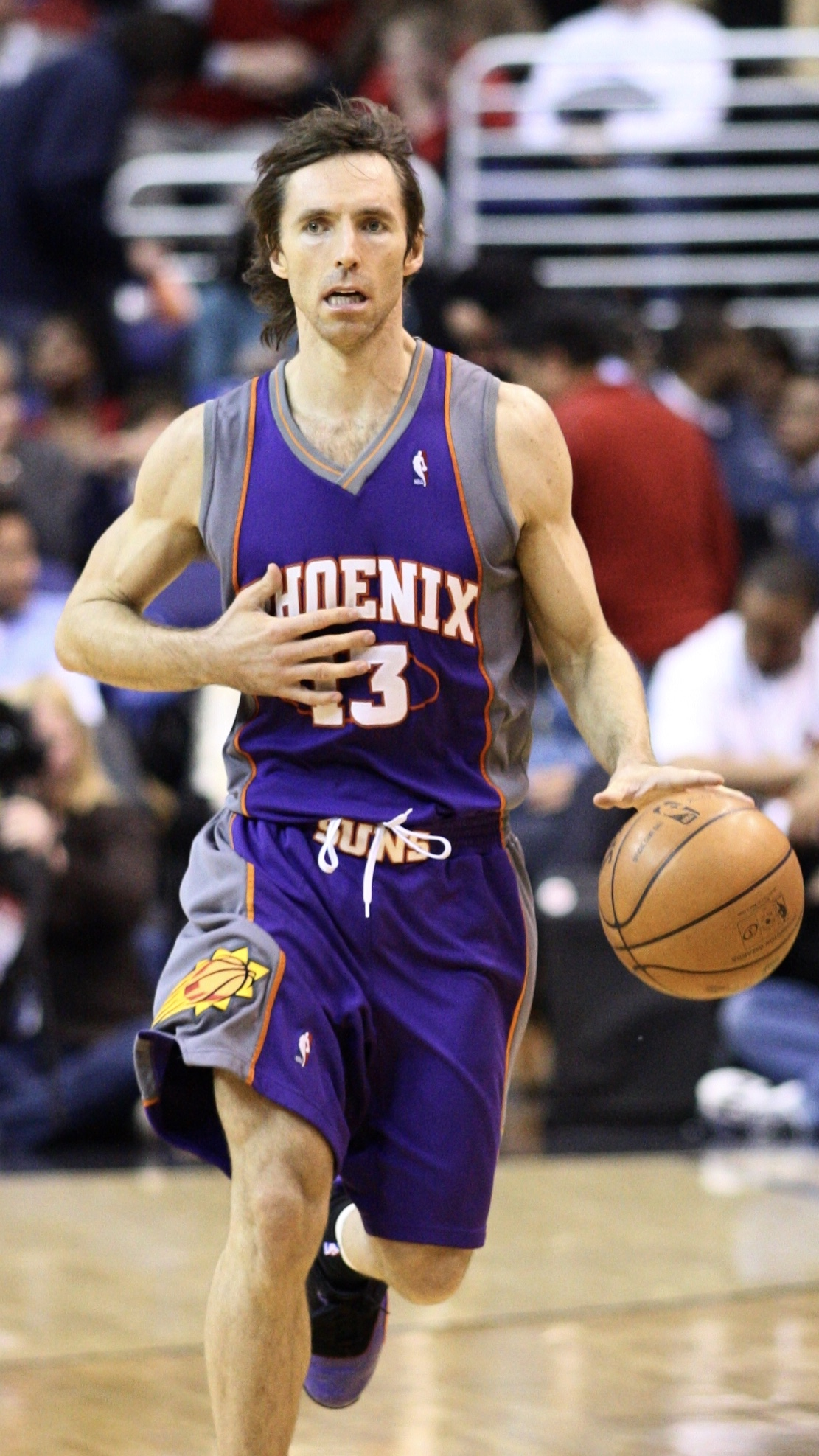
Стив Нэш 2-кратный победитель конкурса владения мячом и обладатель титула 2010.

В конкурсе соревнуются 4 игрока, которые выбираются ассоциацией. Деррик Роуз («Чикаго Буллз») в этом году будет отстаивать титул. Дерон Уильямс чемпион 2008 года, Стив Нэш чемпион 2005 года и новичок Брендон Дженнингс также примут участие в конкурсе. В данном конкурсе игроки соревнуются в умении владения мячом: броски чередуются с точными пасами и оббеганиями официального лого НБА в человеческий рост с соблюдением официальных правил ведения мяча. Претендент прошедший с лучшим временем становиться победителем.
| Поз. | Игрок             | Команда              | Рост   | Вес     | 1 раунд | Финал |
| ---- | ----------------- | -------------------- | ------ | ------- | ------- | ----- |
| АЗ   | Стив Нэш          | Финикс Санз          | 191 см | 80,7 кг | 35.0    | 29.9  |
| АЗ   | Дерон Уильямс     | Юта Джаз             | 191 см | 93 кг   | 34.1    | 37.9  |
| АЗ   | Брендон Дженнингс | Милуоки Бакс         | 185 см | 76,7 кг | 35.7    |       |
| РЗ   | Рассел Уэстбрук   | Оклахома-сити Тандер | 191 см | 84,8 кг | 44.1    |       |

### Звездный конкурс бросков
В конкурсе принимают участия 4 команды по 3 игрока в каждой, которые состоят из действующего игрока НБА, игрока женской НБА и бывшего игрока НБА. Команды за две минуты должны поразить кольцо из шести точек (последняя с центра поля). Команда совершившая 6 бросков с лучшим временем побеждает.
| Город        | Игроки                | Клуб                                    | 1 раунд | Финал |
| ------------ | --------------------- | --------------------------------------- | ------- | ----- |
| Техас        | Дирк Новицки          | Даллас Маверикс                         | 1:28    | 34.3  |
| Техас        | Бекки Хэммон          | Сан-Антонио Силвер Старз                | 1:28    | 34.3  |
| Техас        | Кенни Смит            | Хьюстон Рокетс (завершил карьеру)       | 1:28    | 34.3  |
| Лос-Анджелес | Пау Газоль            | Лос-Анджелес Лейкерс                    | 1:00    |       |
| Лос-Анджелес | Мари Фердинанд-Харрис | Лос-Анджелес Спаркс                     | 1:00    |       |
| Лос-Анджелес | Брент Барри           | Лос-Анджелес Лейкерс (завершил карьеру) | 1:00    |       |
| Сакраменто   | Тайрик Эванс          | Сакраменто Кингз                        | 1:46    |       |
| Сакраменто   | Николь Пауэлл         | Сакраменто Монархс                      | 1:46    |       |
| Сакраменто   | Крис Уэббер           | Сакраменто Кингз (завершил карьеру)     | 1:46    |       |
| Атланта      | Джо Джонсон           | Атланта Хокс                            | 1:47    |       |
| Атланта      | Энджел Маккатри       | Атланта Дрим                            | 1:47    |       |
| Атланта      | Стив Смит             | Атланта Хокс (завершил карьеру)         | 1:47    |       |

### Конкурс H-O-R-S-E

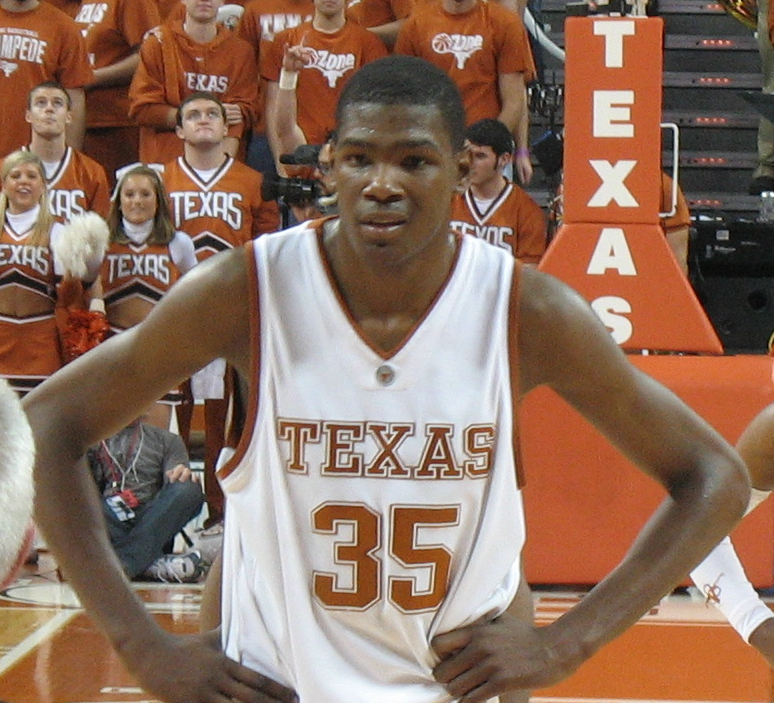
Кевин Дюрант во второй раз подряд становиться победителем в конкурсе H-O-R-S-E.

Конкурс H-O-R-S-E, впервые был проведен в рамках звёздного уикенда в 2009 года, став его неотъемлемой частью. Цель конкурса набрать как можно меньше букв из слова H-O-R-S-E. Игроку добавляется по букве за каждый промах после попытки повторить бросок оппонента. Каждому игроку отводится 24 секунды на повторный бросок (броски сверху запрещены). Игрок который не смог повторить бросок оппонента 5 раз выбывает из состязания. Судьи НБА определяют точность исполнения повторных бросков. Кевин Дюрант будет защищать титул в конкурсе в борьбе с Рэджон Рондо и новичком Омри Касспи.
| Поз. | Игрок        | Команда              | Рост   | Вес     | Результат |
| ---- | ------------ | -------------------- | ------ | ------- | --------- |
| ЛФ   | Кевин Дюрант | Оклахома-сити Тандер | 206 см | 97 кг   | H-O-R     |
| АЗ   | Рэджон Рондо | Бостон Селтикс       | 185 см | 77,6 кг | H-O-R-S-E |
| ЛФ   | Омри Касспи  | Сакраменто Кингз     | 206 см | 102 кг  | H-O-R-S-E |

### Матч с участием знаменитостей
Матч с участием знаменитостей пройдет в пятницу 12 февраля на арене Dallas Convention Center. В матче примут участие 16 знаменитостей включая бывших игроков НБА. Тренировать команды знаменитостей будут Алонзо Моурнинг и Мэджик Джонсон. В игре будут участвовать 3 бывших игрока НБА — Роберт Орри (семикратный чемпион НБА), Рик Фокс (трёхкратный чемпион НБА в составе «Лейкерс»), Крис Маллин (пятикратный участник Матча всех звезд НБА), а также Нэнси Либерман (член зала славы WNBA). Марк Кьюбан (владелец «Даллас Маверикс») также примет участие.
| Игрок                          | Занятость                 |
| ------------------------------ | ------------------------- |
| Роберт Орри                    | Игрок НБА                 |
| Рик Фокс                       | Игрок НБА                 |
| Крис Маллин                    | Игрок НБА                 |
| Нэнси Либерман                 | член зала славы WNBA      |
| Марк Кьюбан                    | Владелец Dallas Mavericks |
| Энтони Ким                     | Профессиональный гольфист |
| Доктор Оз                      | Хирург, телеведущий       |
| Энтони Андерсон                | Актер                     |
| Джоэл Дэвид Мур                | Актер                     |
| Крис Такер                     | Актер/комик               |
| Коммон                         | Актер/Музыкант            |
| Питбуль                        | Музыкант                  |
| «Scooter» Christensen          | Гарлем Глобтроттерс       |
| «Special K» Daley              | Гарлем Глобтроттерс       |
| «Flight Time» Lang             | Гарлем Глобтроттерс       |
| «Big Easy» Lofton              | Гарлем Глобтроттерс       |
| Тренер: Мэджик Джонсон         |                           |
| Тренер: Алонзо Моурнинг        |                           |
| Ассистент тренера: Марио Лопез |                           |

.